# توین کوانگ
توین کوانگ (به لاتین: Tuyên Quang) یک شهر در ویتنام است که در استان توین کوانگ واقع شده‌است.
جمعیت این شهر در سال ۲۰۱۰ میلادی ۱۱۰٫۱۱۹ نفر بوده است.